# Mario Roulette
Mario Roulette (マリオルーレット Mario Rūretto?, "Ruleta de Mario") es un videojuego arcade de tipo medal game, desarrollado por Nintendo en el compañero de Konami en 1991 en Japón. Se presenta a los personajes y basa en el videojuego de Super Mario World.

## Personajes
- Mario
- Yoshi
- Peach
- Bowser